# Ylöjärvi
Ylöjärvi [ˈylœjærvi] ist eine Stadt im Westen Finnlands mit 33.607 Einwohnern (Stand 31. Dezember 2022). Sie liegt 14 km westlich von Tampere am Ufer des Näsijärvi-Sees in der Landschaft Pirkanmaa. Die Nachbarstädte und -gemeinden von Ylöjärvi sind Tampere im Osten, Nokia im Südwesten, Hämeenkyrö im Westen, Ikaalinen im Nordosten und Kuru im Nordosten. Die Gemeinde ist einsprachig finnischsprachig.
Die Gemeinde Ylöjärvi gibt es seit 1869, 2004 wurde sie zur Stadt erhoben. Im Jahr 2007 folgte die Eingemeindung der Nachbargemeinde Viljakkala und 2009 die von Kuru. Obwohl es offiziell den Status einer Stadt hat, ist Ylöjärvi eher ländlich geprägt und hat kein eigentliches Stadtzentrum. Die beiden größten Siedlungen der Stadt sind das Kirchdorf Ylöjärvi und der Ort Soppeenmäki, die durch die Eisenbahn von Tampere nach Parkano voneinander getrennt werden. Andere Siedlungen im Stadtgebiet sind Asuntila, Harhala, Hiiroinen, Ilmari, Inkula, Kaihari, Karhe, Keijärvi, Koivisto, Kuusisto, Kyöstilä, Lempiäniemi, Liimola, Metsäkylä, Mutala, Pengonpohja, Pinsiö, Pohjankylä, Särkkä, Sarkkila, Sontu, Siivikkala, Takamaa, Viljakkala und Vuorentausta.

## Wappen
Beschreibung des Wappens:  Im roten Schild ein goldenes gestürztes Göpelkreuz über dessen Mitte ein goldenes gemeines Kreuz schwebt.

## Städtepartnerschaften
- Arvika, Schweden
- Kongsvinger, Norwegen
- Skive, Dänemark
- Saku, Estland
- Wyschni Wolotschok, Russland
- Balatonföldvár, Ungarn

## Söhne und Töchter der Stadt
- Mitglieder der Rockgruppe Eppu Normaali
- Jooseppi Julius Mikkola (1866–1946), Slawist und Sprachwissenschaftler
- Kalle Mikkolainen (1883–1928), Turner
- Volmari Iso-Hollo (1907–1969), Leichtathlet und zweifacher Olympiasieger
- Antti Tyrväinen (1933–2013), Biathlet
- Esa Keskinen (* 1965), Eishockeyspieler
- Marko Asell (* 1970), Parlamentsabgeordneter und Silbermedaillengewinner bei den Olympischen Spielen 1996 im Ringen
- Tomi Pettinen (* 1977), Eishockeyspieler
- Ari Vallin (* 1978), Eishockeyspieler
- Jenni Banerjee (* 1981), Schauspielerin
- Pia Pensaari (* 1983), Radsportlerin
- Rosa Lindstedt (* 1988), Eishockeyspielerin
- Linda Välimäki  (* 1990), Eishockeyspielerin
- Urho Kujanpää (* 1997), Stabhochspringer
- Arttu Korkeasalo (* 2000), Kugelstoßer
- Naatan Skyttä (* 2002), Fußballspieler